# إيرف راي
إيرف راي (بالإنجليزية: Irv Ray)‏ هو لاعب كرة قاعدة أمريكي، ولد في 22 يناير 1864 في هارينغتون في الولايات المتحدة، وتوفي بنفس المكان في 21 فبراير 1948.